# Scaphodactylus bentarti
Scaphodactylus bentarti is een vlokreeftensoort uit de familie van de Stenothoidae. De wetenschappelijke naam van de soort is voor het eerst geldig gepubliceerd in 1995 door Rauschert.